# Ozu Film Festival
Lo Yasujiro Ozu Festival internazionale del cortometraggio (Ozu Film Festival) è stato uno dei principali festival cinematografici italiani e internazionali dedicati al cortometraggio. È stato fondato a Sassuolo, in provincia di Modena, nel 1993 e si sviluppava su tutto il Comprensorio ceramico tra le province di Modena e Reggio Emilia, estendendosi poi alle città di Casalgrande, Castellarano, Fiorano Modenese, Formigine, Maranello, Scandiano.
Il festival era intitolato al maestro del cinema giapponese Yasujirō Ozu.

## Storia
La kermesse è stata fondata nel 1993 a Sassuolo dal Circolo Culturale Farhenheit 451. Il festival, in vent'anni, è diventato un punto di riferimento mondiale per i cortometraggi: partecipano lavori da tutti i continenti, regolarmente sottotitolati in italiano e inglese. I registi dei film in concorso vengono ospitati dall'organizzazione.
Dal 2012 il festival si è allargato anche ai comuni di Fiorano Modenese, Formigine, Maranello per il modenese; Casalgrande, Castellarano e Scandiano per il reggiano.
Oltre ai concorsi di cortometraggi, il festival organizza contest di fumetto, letteratura, saggistica e musica, intrecciandoli all'arte cinematografica.
L'Ozu Film Festival ha ideato e ospita il Premio Regione Emilia-Romagna, organizzato insieme all'Emilia-Romagna Film Commission.

## Il Maneki Neko
Il premio ufficiale del festival è un Maneki Neko in metallo con in testa il classico cappello di Yasujirō Ozu. Il premio viene assegnato ai vincitori dei concorsi principali.

## Premio Teresa Pellati
Il Premio Teresa Pellati (Teresa Pellati Award) "per la miglior interpretazione attoriale" è intitolato alla celebre attrice italiana Teresa Pellati, collega e grande amica, tra le altre, di Silvana Mangano. La Pellati, sassolese di nascita come l'Ozu Film Festival, ha recitato per mostri sacri quali King Vidor e Roberto Rossellini e lavorato con artisti quali Totò e Jeanne Moreau. Il premio a lei intitolato viene assegnato dalla Giuria Principale dell'Ozu.
Nel 2011 è stato vinto dall'olandese Joppe Pelzer mentre nel 2012 dalla coppia di attori egiziani Mai Abozeed e Alaa Ezzat.

## Premio Roberto Costi
Il Premio Roberto Costi (Roberto Costi Award) viene assegnato direttamente dal pubblico in sala tramite schede voto. È intitolato a Roberto Costi, storico direttore del Teatro Carani di Sassuolo, dove si svolge abitualmente il Gran Galà Finale del Festival.
L'edizione 2012 è stata vinta da Curfew (USA, 2012) di Shawn Cristensen, cortometraggio che poi si è aggiudicato anche l'Oscar ai Premi Oscar 2013.

## Personalità
Artisti come Rocco Tanica, Sandra Ceccarelli, Ivano Marescotti, Manetti Bros., Renato De Maria, Freak Antoni oltre a Davide Toffolo, Silvia Ballestra, Davide Morandi, Barbara Baraldi, Gianluca Morozzi, Alberto Garlini, Valerio Massimo Manfredi, Loris Mazzetti e Riccardo Bertoncelli hanno preso parte in maniera diretta alla rassegna in vari ruoli (giurati, ospiti, conferenzieri).

## Attori e curiosità
In veste di attori hanno partecipato al Festival anche le superstar Charlotte Rampling e Jesse Eisenberg, oltre a Nicolas Vaporidis, Roberto Herlitzka, Angela Baraldi, Tatti Sanguineti, Franca Rame e Marco Paolini. Curiosa la partecipazione di Lucio Dalla e dei calciatori Fabio Cannavaro e Amedeo Carboni. Uno dei corti più apprezzati dell'edizione 2012 è stato prodotto dall'ex leader degli R.E.M., Michael Stipe.
L'edizione del 2011 è stata inaugurata con la realizzazione in un pomeriggio di un videoclip per i Modena City Ramblers con la canzone ¡Que Viva Tortuga!. Il video, diretto dal regista Corrado Ravazzini, è stato mostrato in anteprima dal portale in lingua italiana della rivista Rolling Stone Magazine ed è stato segnalato tra i più interessanti dell'anno 2011 dalla rubrica del TG1 Do Re Ciak Gulp! curata da Vincenzo Mollica.
Sempre durante l'edizione 2011, l'Ozu è stato meta di un raduno dei fan di Star Wars che con conferenze, costumi e sfilate hanno richiamato in città tanti fan della saga creata da George Lucas.

## Vincitori assoluti delle ultime edizioni
- 2008: Endsieg – Everything changes in one shot, (Svizzera, 2008), di Niccolò Castelli & Daniel Casparis
- 2009: Manual practico del amigo immaginario, (Spagna, 2008), di Ciro Altabàs
- 2010: Ich bin's Helmut, (Svizzera-Germania, 2009), di Nicolas Steiner
- 2011: Gianni Schicchi, (Italia, 2011), di Francesco Visco
- 2012: Through Ellen's ears, (Paesi Bassi, 2011), di Saskia Gubbels